# NGC 219
NGC 219 è una galassia ellittica situata nella costellazione della Balena.

## Scoperta
NGC 219 è stata scoperta il 16 settembre 1863 dall'astronomo americano George Phillips Bond.